# Mycale serrulata
Mycale serrulata är en svampdjursart som beskrevs av Sarà och Siribelli 1960. Mycale serrulata ingår i släktet Mycale och familjen Mycalidae. Inga underarter finns listade i Catalogue of Life.